# اس‌اس مندی
اس‌اس مندی (به انگلیسی: SS Mendi) یک کشتی است. این کشتی در سال ۱۹۰۵ ساخته شد.